# Quentin Étienne
Pas d'image ? Cliquez ici

a Compétitions nationales et continentales officielles uniquement.

Dernière mise à jour le 25 avril 2025.
Quentin Étienne, né le 14 juillet 1990 à Vannes, est un joueur français de rugby à XV. Il évolue au poste d'arrière ou de demi d'ouverture.

## Biographie
Quentin Étienne découvre le ballon ovale à l'école de rugby du Grand-Champ rugby club, le club de Grand-Champ, puis il rejoint les cadets du Rugby club vannetais. Il rejoint ensuite le centre de formation de l'ASM Clermont et évolue en junior puis en espoir de 2007 à 2012 puis il est engagé par le RC Narbonne, club de Pro D2 en juillet 2012. 
Après une première saison où il entre petit à petit dans l'équipe professionnelle, il fait deux saisons pleines et devient un titulaire au sein de l'équipe audoise. Ses bonnes performances lui valent de signer son premier contrat professionnel en 2013. D'abord Demi d'ouverture, il s’est finalement imposé au poste d’arrière.
En mars 2015, il s'engage avec l'US Oyonnax, club de Top 14, qu'il rejoint le 1er juillet suivant pour deux saisons après avoir contribué au maintien de Narbonne. Malgré une descente avec son club, il reste jouer pour celui-ci et remporte le championnat de Pro D2 en 2017 et retrouve ainsi le Top 14.
En 2019, il quitte Oyonnax pour rejoindre Perpignan. Il passera deux saisons chez les Catalans avant de quitter le club à l'issue de la saison 2020-2021 où le club remporte le championnat de Pro D2.
Voulant boucler la boucle du monde professionnel, Quentin Étienne retourne chez lui, au RC Vannes afin d'aider le club à grandir.
Après deux saisons en Bretagne, il tire un trait sur sa carrière professionnelle et s'engage en 2023 avec le club de l'Aviron gruissanais en Fédérale 1.
Il devient ensuite entraîneur de Corbières XV dans l'Aude, évoluant en Fédérale 3.

## Palmarès
- Championnat de France de Pro D2 :
  - Champion : 2017 avec l'US Oyonnax, 2021 avec l'USA Perpignan